# 瑠皇利亚
瑠皇利亚（日语：／，10月1日—），寶塚歌劇團月組男役。暱稱、 ，出生於大阪府吹田市，曾就讀於梅花高等學校，身高169公分。

## 簡介
- 2017年，進入寶塚歌劇團[2]，103期生[2][3]。同期生有夢白あや(現雪組主演娘役)、希波らいと(現花組男役)、亞音有星(現宙組男役)、朝葉ことの(現花組娘役)、白河りり(現月組娘役)、瑠璃花夏(現星組娘役)[2]。初次登台表演是雪組公演『幕末太陽傳（ばくまつたいようでん）』[2][4][5][6]，之後被分到月組[2]。
- 2023年9月，第一次擔任新人公演主角，劇目是『フリューゲル-君がくれた翼-(Flügel─你給予我的翅膀─)』[7][8][9][10]。

## 寶塚歌劇團時期

### 初舞台
- 2019年4-5月 寶塚大劇場雪組公演『幕末太陽傳（ばくまつたいようでん）』[11]

### 月組時期
- 2017年7-10月 『All for One(All for One～達太安與太陽王～)』[12]
- 2017年12月 寶塚Bow Hall『Arkadia-アルカディア-(阿卡迪亞)』[13]
- 2018年2-5月『カンパニー-努力（レッスン）、情熱（パッション）、そして仲間たち（カンパニー）-(Company -努力（lesson）、熱情（passion）、以及夥伴們（company），改編自伊吹有喜原作小說)』 新人公演 飾演：バーバリアン(BARBARIAN團員)(正式公演:英かおと)『BADDY（バッディ）-悪党（ヤツ）は月からやって来る-(BADDY－來自月亮的壞蛋－)』[14]
- 2018年6-7月 TBS赤坂ACTシアター(TBS赤坂ACT劇場)『雨に唄えば(改編自好萊塢電影萬花嬉春)』[2][15]
- 2018年8-11月『エリザベート-愛と死の輪舞（ロンド）-(伊莉莎白-愛與死的輪舞，翻拍自Vereinigte Bühnen Wien製作之奧地利音樂劇「伊莉莎白」) 新人公演 飾演:黒天使[16]
- 2019年1月 寶塚Bow Hall『Anna Karenina（アンナ・カレーニナ）(安娜·卡列尼娜，改編自托爾斯泰原作小說)』[2][17]
- 2019年3-6月『夢現無双(夢現無雙，改編自吉川英治原作「宮本武藏」-)』新人公演 飾演:淵川権六(正式公演:春海ゆう)/細川藩の侍(細川藩的武士)(正式公演:柊木絢斗)『クルンテープ 天使の都(恭貼天使之城)』[18]
- 2019年7-8月 日本青年館、梅田藝術劇場『チェ・ゲバラ(切·格瓦拉)』飾演:ニコ・ロペス(尼可・羅培茲)[19]
- 2019年10-12月 『I AM FROM AUSTRIA-故郷（ふるさと）は甘き調（しら）べ-(我來自奧地利－故鄉如甜美的旋律，改編自Vereinigte Bühnen Wien製作之奧地利音樂劇「I AM FROM AUSTRIA」) 』新人公演 飾演:ゲルト(凱爾特)(正式公演:蓮つかさ)[20]
- 2020年2月御園座『赤と黒(紅與黑，改編自司汤达原作同名小說)』飾演:門番(門房)[2][21]
- 2020年9月-2021年1月『WELCOME TO TAKARAZUKA-雪と月と花と-(WELCOME TO TAKARAZUKA ─雪與月和花─)』『ピガール狂騒曲(皮加勒隨想曲，改編自莎士比亞原作「第十二夜」)』[22]
- 2021年5-8月『桜嵐記（おうらんき）(櫻嵐記)』新人公演 飾演:足利尊氏(正式公演:風間柚乃)『Dream Chaser(追夢者)』[23]
- 2021年10-11月 博多座『川霧の橋(川霧之橋，改編自山本周五郎原作小說「柳橋物語」)』飾演: 徳二郎『Dream Chaser-新たな夢へ-(追夢者-實現新的夢想)』[2][24]
- 2022年1-3月 『今夜、ロマンス劇場で(今夜，在浪漫劇場與妳相遇)』飾演:鈴本 新人公演 飾演:清水大輔(正式公演:夢奈瑠音)『FULL SWING!』[25]
- 2022年5月 舞浜アンフィシアター(舞濱圓形劇場)『Rain on Neptune(海王星的雨)』飾演:アメシスト(紫水晶)[26]
- 2022年7-8月 寶塚大劇場『グレート・ギャツビー(大亨小傳，改編費茲傑羅原作小說)』飾演:ギャツビー（少年）(少年蓋茨比)/マイク(麥克)[27][28]※寶塚大劇場新人公演取消
- 2022年9-10月 東京寶塚劇場 『グレート・ギャツビー(大亨小傳，改編費茲傑羅原作小說)』飾演:ギャツビー（少年）(少年蓋茨比)/マイク(麥克) 新人公演 飾演:ニック・キャラウェイ(尼克・卡拉威)(正式公演:風間柚乃)[27]
- 2022年11-12月 KAAT神奈川藝術劇場、梅田藝術劇場『ELPIDIO（エルピディイオ）(埃爾皮迪奧)』飾演:ラファエル(拉斐爾)[29]
- 2023年2-4月『応天の門(應天之門，改編灰原藥原作漫畫)』飾演:吉祥丸 新人公演 飾演:藤原基經(正式公演:風間柚乃)『Deep Sea-海神たちのカルナバル-(Deep Sea-海神們的嘉年華會)』[30]
- 2023年6月 東急シアターオーブ(東急劇場Orb)『DEATH TAKES A HOLIDAY(死神假期,改編自2011年外百老匯同名音樂劇)』飾演:フェリシオ(費利西歐)[2][31]
- 2023年8-9月 寶塚大劇場『フリューゲル-君がくれた翼-(Flügel─你給予我的翅膀─)』飾演:アラン(阿蘭) 新人公演 飾演:ヨナス・ハインリッヒ(約納斯・海因里希)(正式公演:月城かなと)『万華鏡百景色（ばんかきょうひゃくげしき）(萬花筒百景色)』[7][8][9][10][32][33][34]＊第一次擔任新人公演主角
- 2023年10-11月 東京寶塚劇場『フリューゲル-君がくれた翼-(Flügel─你給予我的翅膀─)』飾演:アラン(阿蘭)/代替演出：ゲッツェ・バウアー(格茨・鮑爾)(原演出者:彩海せら)『万華鏡百景色（ばんかきょうひゃくげしき）(萬花筒百景色)』[34][35]※東京寶塚劇場新人公演取消
- 2024年1-2月 寶塚Bow Hall『Golden Dead Schiele(黃金死神-席勒)』飾演:アントン・ペシュカ(安東·派斯卡)[36]
- 2024年3-7月『Eternal Voice 消え残る想い(Eternal Voice 殘存的思念)』飾演:アリスター(阿利斯泰爾)『Grande TAKARAZUKA 110!(偉大的寶塚110!)』[37]
- 2024年8-9月 寶塚Bow Hall、東京藝術劇場playhouse表演廳『BLUFF（ブラフ）(虛張聲勢-復仇的劇本)』飾演:シドー(西度)[38]
- 2024年11月-2025年3月『ゴールデン・リバティ(黃金自由)』飾演:ステイシー(史黛西)『PHOENIX RISING（フェニックス・ライジング）(鳳凰涅槃-在月光下)』[39]
- 2025年5月 寶塚Bow Hall『Twinkle Moon(閃耀之月)』[40]
- 2025年7-11月『GUYS AND DOLLS(紅男綠女，改編百老匯同名音樂劇)』飾演:ラスティー・チャーリー(拉斯蒂·查理)[41]

## 外部連結
- 寶塚官網瑠皇利亚介紹頁面（页面存档备份，存于）